# Strauch

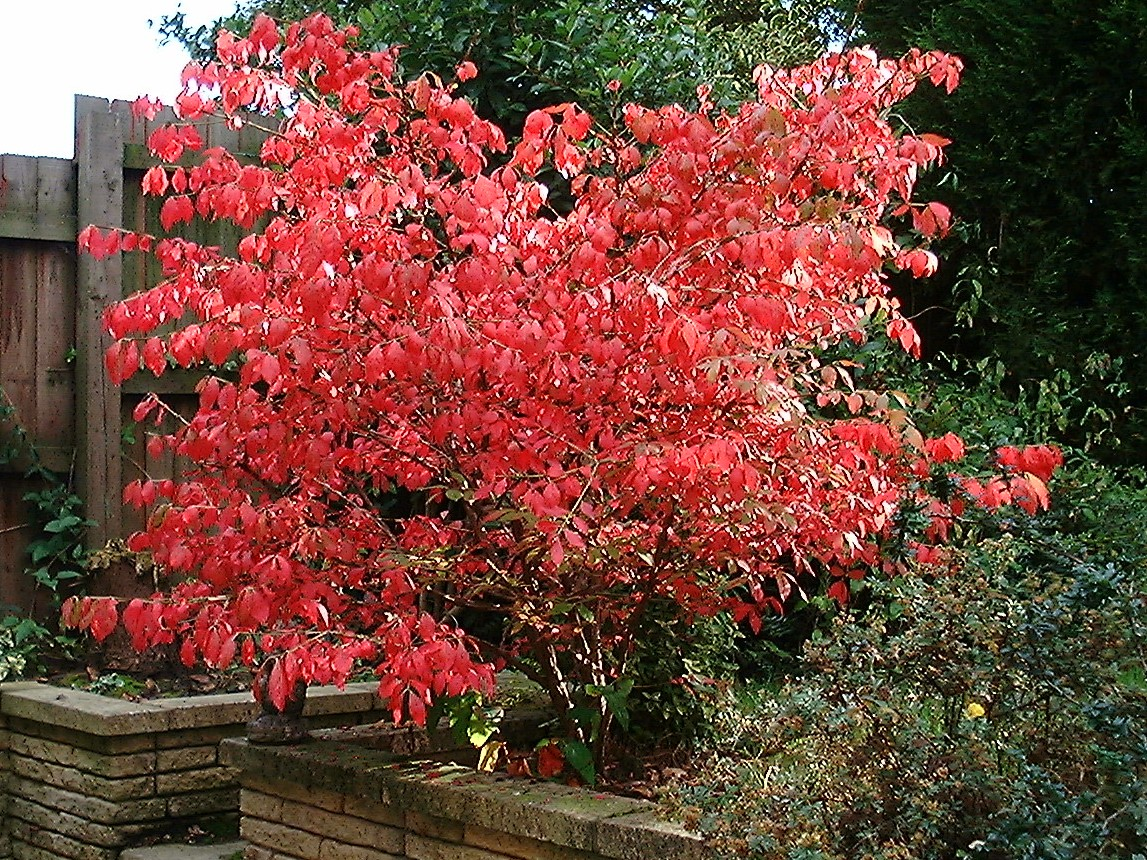
Die giftige Korkspindel, ein asiatischer Spindelstrauch

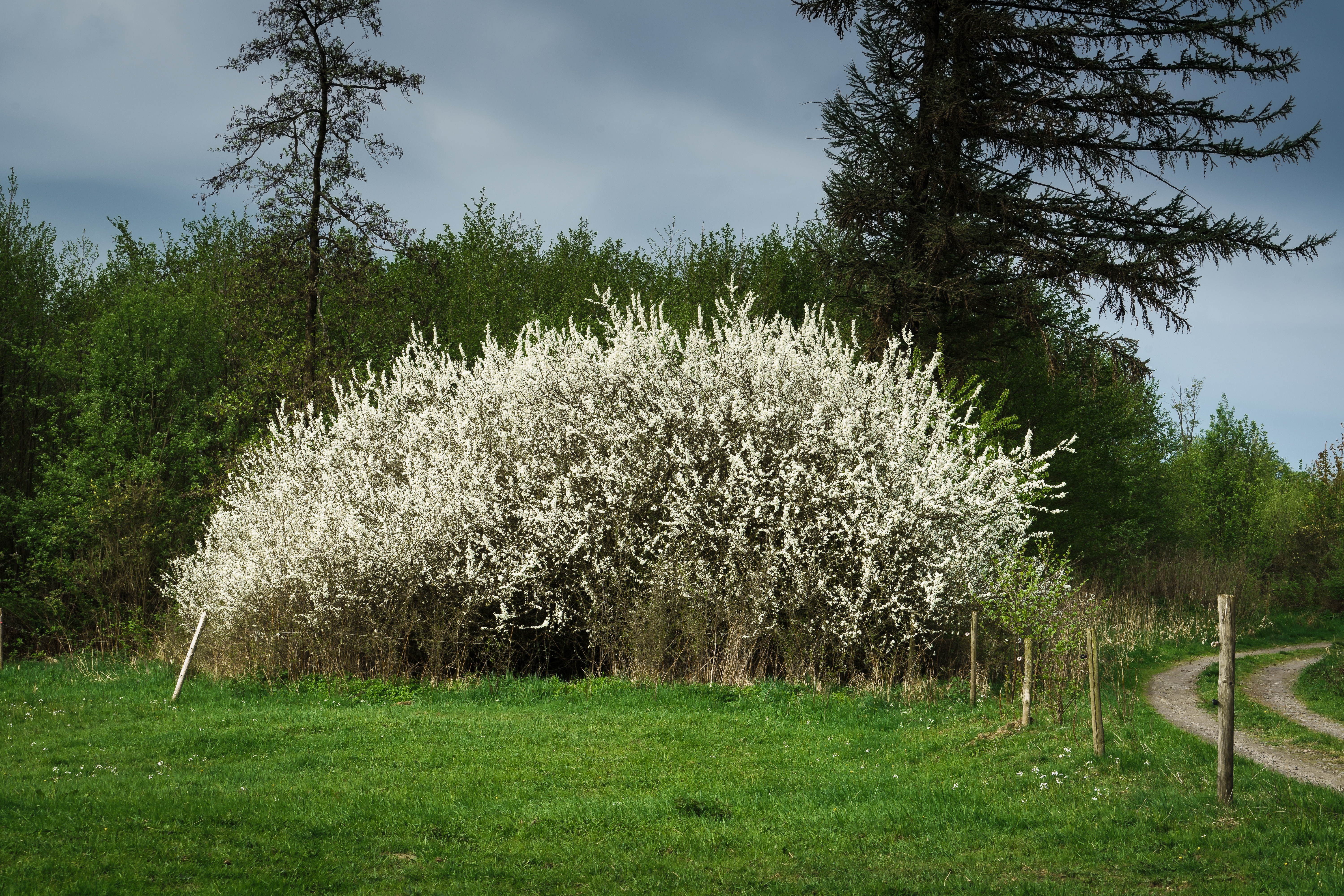
Blühender Schlehenbusch (Prunus spinosa)

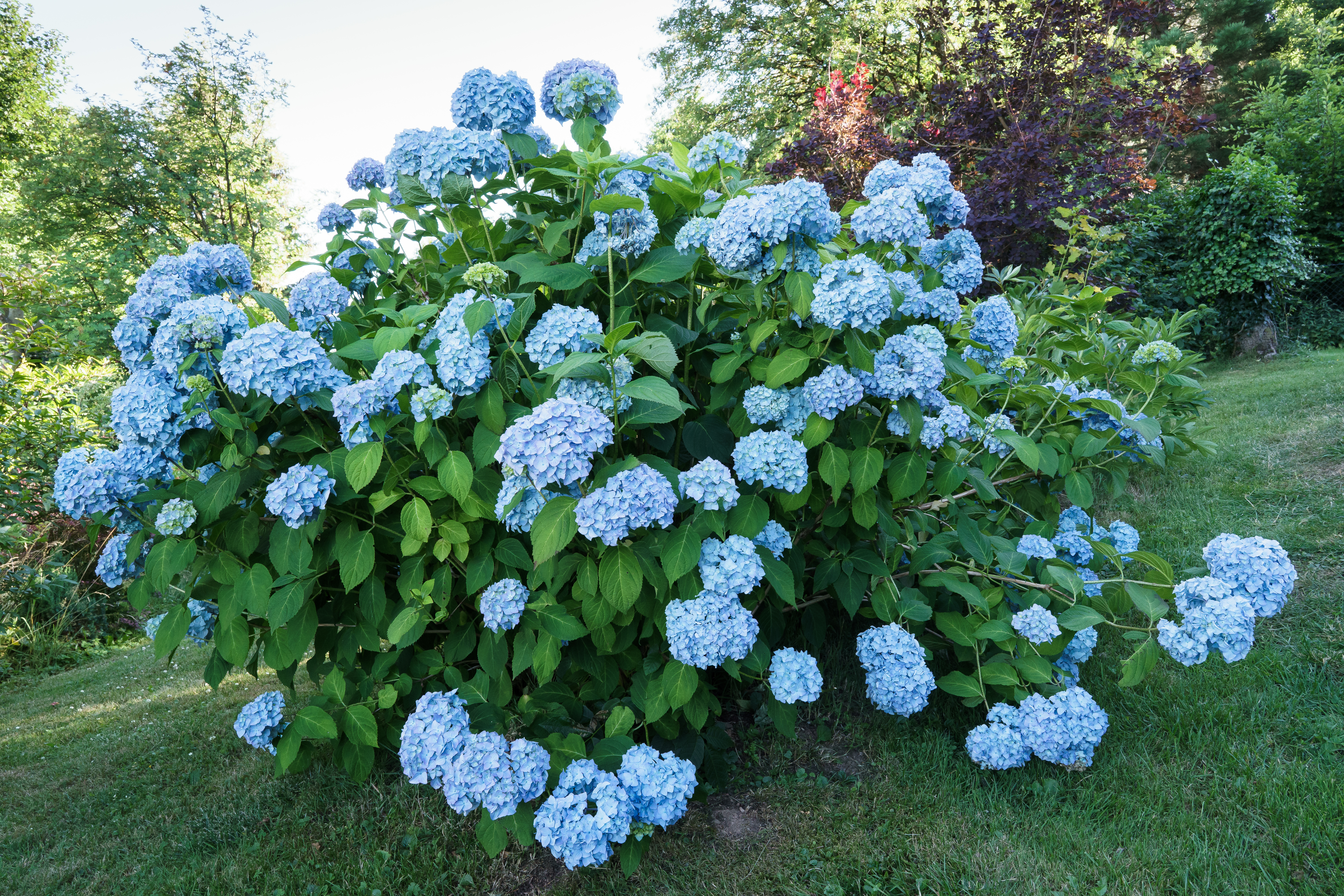
Hortensie (Hydrangea macrophylla)

Strauch (lateinisch Frutex), auch Busch oder Kleines Gehölz genannt, ist eine Pflanzenwuchsform; diese Wuchsform wird in der Botanik gemeinhin mit dem Symbol ♄ angegeben.
Verholzende Pflanzen (Gehölze) mit einer basitonen Wuchsform ohne sekundäres Dickenwachstum bilden Sträucher. Im Unterschied zu Bäumen wird kein Baumstamm als Hauptachse ausgebildet, sondern es sprossen aus bodennahen Knospen regelmäßig mehrere Triebe. Bei Halbsträuchern verholzen die Triebe der aktuellen Vegetationsperiode nicht. Stauden hingegen sind ausdauernde krautige Pflanzen, deren oberirdische Pflanzenteile gar nicht oder nur wenig verholzen, sondern krautig weich bleiben und in der Regel nach jeder Vegetationsperiode absterben.
Bis ins Mittelalter wurden Sträucher von Bäumen vor allem durch die Wuchshöhe unterschieden.

## Merkmale
Sträucher sind ausdauernde Gehölzpflanzen, die bodendeckend oder aufrecht wachsen. Sträucher können mehrere aufrechte Stämme haben, von denen Verzweigungen ausgehen, an denen sich Blätter (bzw. Nadeln) befinden. Sie können laub(ab)werfend (auch: sommergrün), halbimmergrün (auch: wintergrün) oder immergrün sein.

## Ökologie
Sträucher sind wichtige Brutgelegenheiten für Vögel. Sie werden in Parks und Gärten als Hecken angepflanzt. Viele Gehölze können als Baum oder Strauch vorkommen, zum Beispiel der Haselnussbaum/-strauch oder die Grau-Erle. Viele Sträucher, wie z. B. die Beerensträucher, bilden Dornen aus, die sie vor Verbiss schützen.
Die Fortpflanzung erfolgt über Beeren oder Nüsse, und mit Hilfe von Vögeln oder Säugetieren. Windverbreitung der Samen scheidet wegen der geringen Höhe meist aus. Die Nüsse werden von Nagetieren, zum Beispiel dem Eichhörnchen, als Wintervorrat vergraben, sodass einige aufkeimen können, oder sie fallen rings um die Mutterpflanze zu Boden und bilden dort neue Pflanzen.

## Blüten- und Decksträucher
- Bartblume (Caryopteris)
- Besenginster (Cytisus scoparius)
- Buchsbaum (Buxus)
- Eiben (Taxus)
- Faulbaum (Frangula alnus)
- Flieder (Syringa)
- Forsythie (Forsythia)
- Gewöhnlicher Schneeball (Viburnum opulus)
- Hartriegel (Cornus)
- Heckenkirschen (Lonicera-Arten)
- Hortensien (Hydrangea)
- Johannisbeeren (Ribes)
- Kirschlorbeer (Prunus laurocerasus)
- Korkspindel (Euonymus alatus)
- Liguster (Ligustrum)
- Ölweiden (Elaeagnus)
- Gewöhnlicher Spindelstrauch (Euonymus europaeus)
- Schneebeeren (Symphoricarpos)
- Spiersträucher (Spiraea)

## Bodendeckende Sträucher (Zwergsträucher)
- Besenheide (Calluna vulgaris)
- Lavendel (Lavandula officinalis)
- Zwergmispeln (Cotoneaster)